# علی رزمی
علی رزمی (زادۀ ۱۳۱۲ سرآب - درگذشته ۲۴ تیر ۱۳۹۶ تهران) سرتیپ دوم نیروی زمینی ارتش ایران بود، که در خلال جنگ ایران و عراق فرماندهی لشکر ۲۱ پیاده آذربایجان را برعهده داشت. وی به‌علت خدماتش در جنگ، دو نشان فتح دریافت نمود.

## زندگی‌نامه
علی رزمی در سال ۱۳۱۲ در شهر سرآب، استان آذربایجان شرقی زاده شد. وی در سال ۱۳۳۳ وارد دانشکده افسری ارتش شد و پس از طی دوره عالی رسته پیاده و انتقال به لشکر پیاده مرکز تهران و مدتی شرکت در جنگ ظفار در کشور عمان، بعد از پیروزی انقلاب اسلامی ایران فرمانده گروه رزمی ۱۴۰ بانه بود، سپس در سمت فرمانده گردان، معاون تیپ، معاون لشکر، فرمانده لشکر ۲۱ پیاده آذربایجان و جانشین قرارگاه شمال شرق کشور فعالیت کرد. رزمی همچنین از فرماندهان جنگ ایران و عراق بود، که در کنار علی صیاد شیرازی، نقش مهمی در فرماندهی محورهای عملیاتی جنوب و غرب کشور داشت. او همچنین در طول مدت ۱۲۵ ماهه در مناطق عملیاتی، سه بار مجروح شد و دارای ۵۰ درصد جانبازی بود. علی رزمی در سال ۱۳۷۰ و پس از ۳۷ سال خدمت در ارتش، بازنشسته شد.
وی در ۲۴ تیرماه ۱۳۹۶ پس از طی دوره ای بیماری درگذشت. مراسم تشییع پیکر وی با حضور بسیاری از فرماندهان ارشد ارتش جمهوری اسلامی ایران در شهرک امید برگزار شد.

## نشان فتح
علی رزمی در سالهای ۶۸ و ۶۹ نشان فتح درجه سه و دو را از رهبر جمهوری اسلامی ایران دریافت نمود.

## تألیفات
«خاطرات رزمی» عنوانی کتابی به قلم «علی رزمی» است، که در آن وی به شرح خاطرات خود طی سال‌های خدمتش در ارتش پرداخته‌است. این کتاب شامل سال‌های کودکی، ورود به ارتش، انقلاب و جنگ ایران و عراق تا بازنشسته شدن اوست. در این کتاب به شرح عملیات‌های فتح المبین، بیت‌المقدس، رمضان، محرم و چندین عملیات دیگر پرداخته شده‌است که از حیث مستند نگاری از منابع دسته اول محسوب می‌شود و از آنجا که نویسنده خود شاهد عینی حوادث و وقایع بوده، تصویری درست و دقیق به مخاطب ارائه می‌دهد. ذکر جزئیات حوادث، تاریخ‌ها، ساعات، اسامی و شرح جغرافیایی، بخصوص در عملیات‌ها نیز قابل توجه است.

## فهرست منابع
1. ↑  «پیکر مرحوم امیرسرتیپ دوم علی رزمی تشییع شد». باشگاه خبرنگاران جوان.
2. ↑  «با نشان فتح بیشتر آشنا شوید». خبرگزاری دانشجو.
3. ↑  «امیر رزمی تا آخرین روز جنگ در مناطق عملیاتی حضور داشت». خبرگزاری مهر | اخبار ایران و جهان | Mehr News Agency. ۲۰۱۷-۰۷-۱۶. دریافت‌شده در ۲۰۲۰-۰۴-۱۶.
4. ↑  «امیر علی رزمی از فرماندهان ارتش به همرزمان شهیدش پیوست». خبرگزاری مهر | اخبار ایران و جهان | Mehr News Agency. ۲۰۱۷-۰۷-۱۵. دریافت‌شده در ۲۰۲۰-۰۴-۱۶.
5. ↑  «تشییع پیکر سرتیپ علی رزمی- اخبار خبری - اخبار تسنیم - Tasnim». www.tasnimnews.com. دریافت‌شده در ۲۰۲۰-۰۴-۱۶.
6. ↑  «امیر «علی رزمی» مردی دیگر از غافله عشق به همرزمان شهیدش پیوست». خبرگزاری مهر | اخبار ایران و جهان | Mehr News Agency. ۲۰۱۷-۰۷-۱۶. دریافت‌شده در ۲۰۲۰-۰۴-۱۶.
7. ↑  ««خاطرات رزمی»». خبرگزاری دفاع مقدس. دریافت‌شده در ۲۰۲۰-۰۴-۱۶.